# S&P 500
S&P 500 (ang. Standard & Poor’s 500) – indeks giełdowy, w skład którego wchodzi 500 przedsiębiorstw o największej kapitalizacji, notowanych na New York Stock Exchange, NASDAQ i Cboe BZX Exchange. Są to głównie przedsiębiorstwa amerykańskie.
Indeks ten jest najbardziej znanym wskaźnikiem zarządzanym przez S&P Dow Jones Indices, spółkę joint venture, której większościowym właścicielem jest S&P Global, a jego składniki są wybierane przez komisję.
S&P 500 wchodzi w skład szerszego indeksu – S&P 1500 oraz S&P Global 1200. Indeks jest oznaczany wieloma różnymi symbolami, w tym ^GSPC. INX, $SPX w zależności od rynku lub witryny internetowej.

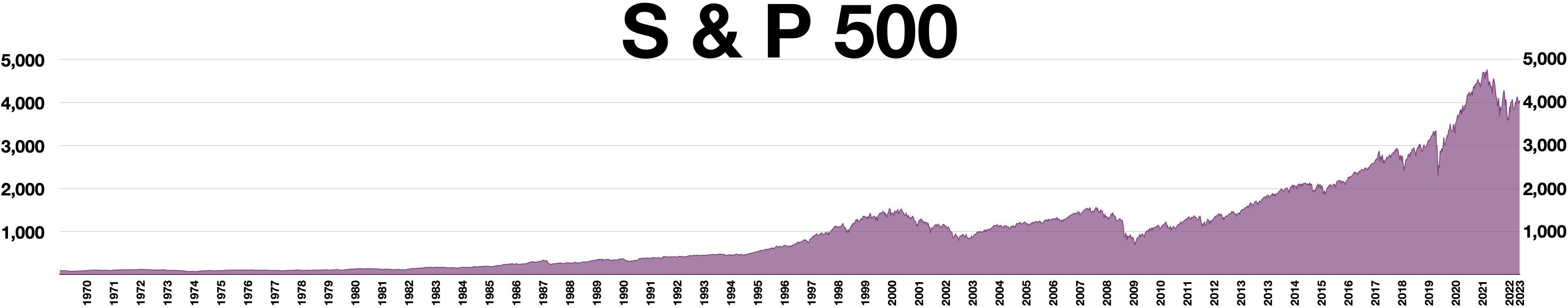
Historyczne notowania S&P 500 (od 1970 do 2023)

## Historia
Historia indeksu S&P 500 sięga roku 1923 gdy firma Standard Statistics Company opracowała swój pierwszy indeks giełdowy pod nazwą Composite Index składający się z 233 amerykańskich przedsiębiorstw. Początkowo wartość spółek akcyjnych obliczana była w okresach tygodniowych. Zmiana częstotliwości nastąpiła w 1926 roku, kiedy to wyodrębniono 90 przedsiębiorstw przemysłowych, dla których przyjęto dzienną wycenę wartości.
W 1941 roku Standard Statistics Company połączyło się z wydawnictwem Poor’s Publishing tworząc agencję ratingową Standard&Poors, znaną dzisiaj pod skrótem S&P. Poor’s Publishing, którego założycielem był Henry Varnum Poor, w wyniku fuzji dostarczyło pogłębioną wiedzę z zakresu informacji finansowych i statystycznych na temat analizowanych przedsiębiorstw. Synergiczne połączenie odniosło skutek w postaci dwóch raportów: 90 przedsiębiorstw wycenianych w ujęciu dziennym oraz 423 przedsiębiorstw wycenianych w ujęciu tygodniowym.
4 marca 1957 roku portfolio zostało rozszerzone do 500 spółek i ten dzień uznaje się za oficjalną datę powstania Indeksu S&P500. Aktualnie indeks stanowi benchmark globalnego rynku akcji.

## Kryteria wyboru
O wyborze spółek giełdowych wchodzących w skład indeksu S&P 500 decyduje Komitet Indeksowy, który stosuje ściśle określone kryteria wyboru. Warunkiem sine qua non zakwalifikowania przedsiębiorstwa do indeksu jest:
- kapitalizacja rynkowa wynosi co najmniej 12,7 miliarda dolarów amerykańskich[13]
- liczba akcji w wolnym obrocie większa niż 50%
- minimalny miesięczny wolumen obrotu w wysokości co najmniej 250 000 akcji, w każdym z 6 miesięcy poprzedzających datę weryfikacji indeksu
- roczna wartość obrotów akcjami spółki do jej kapitalizacji rynkowej skorygowanej o liczbę powielonych transakcji akcjami jest większa niż 1
- akcje spółki są notowane na giełdzie NYSE lub NASDAQ
- spółka ma siedzibę w USA
- spółka jest rentowna, sumaryczny wynik z ostatnich 4 kwartałów jest dodatni
- do indeksu nie kwalifikują się: spółki komandytowe, fundusze inwestycyjne, ETF-y, fundusze powiernicze, ADR-y[14]

Od 2017 r. do indeksu nie są dodawane spółki posiadające dwie lub więcej klas akcji. W indeksie znajdują się dodane wcześniej przedsiębiorstwa posiadające dwie klasy akcji: Berkshire Hathaway, Alphabet, News Corporation.
Indeks rekonstruowany jest co kwartał. Przedsiębiorstwo niespełniające kryteriów zastępowane jest inną spółką. Od 1957 roku w składzie indeksu dokonano 186 zmian, tym samym sumarycznie na przestrzeni lat do indeksu zaliczono 686 przedsiębiorstw.

## Przedsiębiorstwa
Przedsiębiorstwa wchodzące w skład indeksu S&P 500 stanowią około 80% kapitalizacji rynkowej spółek giełdowych w USA. Trzon dziesięciu składowych o największej wadze w indeksie tworzą: Apple Inc. (AAPL), Microsoft Corp. (MSFT), Nvidia Corp. (NVDA), Amazon.com Inc. (AMZN), Meta Platforms, Inc. (META), Berkshire Hathaway B (BRK.B), Alphabet Inc. A. (GOOGL), Broadcom (AVGO), Tesla (TSLA) oraz Alphabet Inc. C. (GOOG).

## Sektory
1. Technologia informacyjna (33.84%)
2. Finanse (13.73%)
3. Produkty konsumenckie (10.18%)
4. Usługi komunikacyjne (9.84%)
5. Opieka zdrowotna (8.97%)
6. Przemysł (8.64%)
7. Dobra konsumpcyjne (5.35%)
8. Energia (2.99%)
9. Narzędzia (2.49%)
10. Nieruchomości (2.02%)
11. Materiały (1.84%)

Sektory przedsiębiorstw wchodzących w skład indeksu S&P 500 według kapitalizacji rynkowej:
- Technologia informacyjna: 33,84%
- Finanse: 13,73%
- Produkty konsumenckie: 10,18%
- Usługi komunikacyjne: 9,84%
- Opieka zdrowotna: 8,97%
- Przemysł: 8,64%
- Dobra konsumpcyjne: 5,35%
- Energia: 2,99%
- Narzędzia: 2,49%
- Nieruchomości: 2,02%
- Materiały: 1,84%

## Obliczanie wartości indeksu
Indeks S&P 500 ważony jest kapitalizacją rynkową, co oznacza, że o pozycji w rankingu decyduje nie tylko cena poszczególnych akcji, ale także ich liczba. W celu ustalenia kapitalizacji rynkowej spółki używa się wyłącznie akcji w wolnym obrocie. Udziały posiadane przez wewnętrznych akcjonariuszy, które nie są notowane publicznie są wyłączone z obliczeń.
Formuła do obliczenia wartości indeksu S&P 500:
{\displaystyle {\text{Wartość Indeksu}}={\frac {\sum \left({P_{i}}\cdot {Q_{i}}\right)}{Dzielnik}}}
gdzie:
{\displaystyle P_{i}} – aktualna cena akcji poszczególnych spółek indeksu
{\displaystyle Q_{i}} – liczba akcji w wolnym obrocie poszczególnych spółek indeksu
{\displaystyle Dzielnik} – czynnik normalizujący
Kapitalizacja rynkowa każdej spółki jest obliczana poprzez pomnożenie liczby jej akcji przez ich aktualną cenę. Następnie sumuje się iloczyny wszystkich spółek wchodzących w skład indeksu i dzieli przez wartość dzielnika. Dzielnik ma zmienną wartość jest czynnikiem normalizującym, odgrywającym kluczową rolę w utrzymaniu spójności wartości indeksu S&P 500 niezależnie od działań korporacyjnych, takich jak dodatkowe emisje akcji, wykupy akcji, dywidendy specjalne, zmiany składników, oferty praw poboru i podziały spółek. Te działania mają wpływ na kapitalizację rynkową i w przeciwnym razie mogłyby zakłócić wzór obliczeniowy.
Każda spółka w indeksie S&P500 ma swoją własną wagę, uzyskaną przez podzielenie indywidualnej kapitalizacji rynkowej spółki przez całkowitą kapitalizację rynkową indeksu S&P 500. Tym samym wyceny największych spółek mają kluczowy wpływ na wartość i notowania indeksu.

## Inwestowanie w S&P
Sam indeks S&P 500 jako taki nie może być przedmiotem handlu – jest to tylko określona wartość. W powiązaniu z indeksem tworzone są instrumenty finansowe, którymi handluje się na giełdach papierów wartościowych lub w obrocie pozagiełdowym na rynkach OTC instrumentów pochodnych. Inwestowanie w oparciu o indeks S&P 500 jest możliwe za pomocą takich instrumentów jak fundusze indeksowe, fundusze ETF, lokaty strukturyzowane, kontrakty różnicy kursowej.

## Wyniki indeksu

### Kluczowe wyniki i zmiany dzienne
- 19 października 1987 roku: indeks S&P 500 zanotował największą jednodniową stratę procentową, spadając o 20,47%. Jednodniowy krach, znany jako „Czarny Poniedziałek”, jest przypisywany stosowaniu niedoskonałych algorytmów w programach komputerowych odpowiedzialnych za zabezpieczenie portfela. Gdy kurs spadał o określony procent program automatycznie uruchamiał zlecenie sprzedaży przyczyniając się do dalszych przecen akcji. Po roku 2000 największe spadki indeks zanotował w pierwszych miesiącach 2022 roku[24].
- 13 października 2008 roku: S&P 500 odnotował swój najlepszy jednodniowy wzrost procentowy, zyskując 11,58%. Ten nadzwyczajny skok był wynikiem ogłoszenia przez System Rezerwy Federalnej programu skupu aktywów i obniżki stóp procentowych, mającym na celu złagodzenia kryzysu finansowego.
- 3 stycznia 2022 roku: indeks S&P 500 zamknął się na rekordowym poziomie 4796,56[25]

### Kluczowe wyniki i zmiany roczne
- 1995 rok: Indeks odnotował największy roczny wzrost wyceny o 34,11%[26]. Rekordowy wynik był odzwierciedleniem entuzjazmu inwestorów wynikającym z ożywienia gospodarczego napędzanego przez innowacje technologiczne
- 2008 rok: Na przestrzeni całego roku S&P 500 spadł o 38,49 procenta, co stanowi największą roczną stratę procentową w historii indeksu. Wynik był rezultatem upadku banku Lehman Brothers w 2008 roku i rozprzestrzenianiem się ogólnoświatowego kryzysu finansowego[27].